# Enrique Rivas
Enrique Rivas García, auch bekannt unter dem Spitznamen Impala, ist ein ehemaliger mexikanischer Fußballspieler auf der Position eines Verteidigers.

## Laufbahn
Der Chilango begann seine Laufbahn bei seinem Heimatverein Club América, bei dem er in der Saison 1951/52 unter Vertrag stand.
Anschließend wechselte Rivas zum Puebla FC, mit dem er in der Saison 1952/53 den mexikanischen Pokalwettbewerb gewann.
Später spielte Rivas für den CD Tampico und nach dessen Abstieg am Ende der Saison 1962/63 wechselte er zum CD Veracruz, in dessen Reihen er seine aktive Laufbahn beendete.

## Erfolge
- Mexikanischer Pokalsieger: 1953